# Nguyễn Thúy Quỳnh (tướng Công an)
Nguyễn Thúy Quỳnh (sinh năm 1971) là một nữ tướng lĩnh Công an nhân dân Việt Nam, hàm Thiếu tướng. Bà hiện giữ chức vụ Phó Chủ nhiệm Ủy ban Kiểm tra Đảng ủy Công an Trung ương. Bà là con gái cố Thứ trưởng Bộ Công an Nguyễn Văn Tính. 

## Cuộc đời
Nguyễn Thúy Quỳnh sinh năm 1971, quê quán tại xã Nam Thắng, huyện Nam Trực, tỉnh Nam Định. Bà là con gái của cố Thứ trưởng Bộ Công an, Thượng tướng Nguyễn Văn Tính và nhà giáo Nguyễn Thị Thanh Mai. Bà đã công tác nhiều năm tại báo Công an nhân dân, lần lượt đảm nhiệm chức vụ Phó trưởng Ban trị sự và Trưởng Ban trị sự. Bà đảm nhiệm Trưởng Ban trị sự từ trước năm 2014 khi còn mang hàm Trung tá, cho đến khi đã mang hàm Thượng tá vào năm 2016. Đến tháng 6 năm 2017, bà được bổ nhiệm làm Phó Tổng biên tập Báo Công an nhân dân khi đang mang hàm Thượng tá. Trong suốt 71 lịch sử tính đến năm 2017, đây là lần đầu tiên tờ báo này có một nhân sự nữ tham gia vào ban biên tập.
Tháng 8 năm 2018, Thượng tá Nguyễn Thúy Quỳnh được bổ nhiệm trở thành 1 trong các Phó Cục trưởng Cục Truyền thông Công an nhân dân. Trong giai đoạn này, bà kiêm nhiệm Phó Cục trưởng Cục Truyền thông và cả Phó Tổng biên tập Báo Công an nhân dân, và được thăng hàm Đại tá trước năm 2020.
Tháng 4 năm 2024, Ban Bí thư Trung ương Đảng đã ra quyết định chuẩn y Đại tá Nguyễn Thúy Quỳnh làm Phó Chủ nhiệm Ủy ban Kiểm tra Đảng ủy Công an Trung ương. Đến cuối tháng 10, bà được thăng hàm Thiếu tướng.

## Lịch sử thụ cấp bậc hàm
| Năm thụ phong | Trước 2014 | Trước 2016 | Trước 2020 | Tháng 10, 2024 |
| ------------- | ---------- | ---------- | ---------- | -------------- |
| Quân hàm      |            |            |            |                |
| Cấp bậc       | Trung tá   | Thượng tá  | Đại tá     | Thiếu tướng    |